# Naja katiensis
Naja katiensis – gatunek jadowitego węża z rodziny zdradnicowatych (Elapidae). Występuje w Mali, północnej Nigerii, Burkinie Faso, Kamerunie, Gwinei, Wybrzeżu Kości Słoniowej, Gambii, Mauretanii, Senegalu, Togo i w północnej Ghanie, być może w Nigrze i Beninie. Osiąga długość do 200 cm. Grzbiet jednolity, jasnobrązowy, spód różowawobiały; jedno lub dwa czarne pasma z tyłu szyi.